# Christian Imberi
Christian Imberi (* 29. Mai 1982) ist ein deutscher Basketballspieler.

## Laufbahn
Imberi rückte 2000 aus der eigenen Jugend in die Herrenmannschaft von Falke Nürnberg (2. Basketball-Bundesliga). Er verließ den Verein vor der Saison 2003/04, um in die Vereinigten Staaten zu wechseln. Der 1,93 Meter große Flügelspieler gehörte in der Saison 2003/04 der Hochschulmannschaft des Jamestown College im US-Bundesstaat North Dakota an, kam in der NAIA aber nur in zwei Saisonspielen zum Einsatz.
In der Saison 2004/05 gewann er mit der Turnerschaft Herzogenaurach 1861 den Meistertitel in der 2. Regionalliga. Ab 2005 spielte Imberi beim TSV 1860 Ansbach, stieg mit der Mannschaft 2007 als Meister der 1. Regionalliga Südost in die 2. Bundesliga ProB auf und trat in der Saison 2007/08 mit Ansbach in dieser Spielklasse an. Im Spieljahr 2008/09 war Imberi Mitglied der Nürnberger Mannschaft Franken Hexer, ebenfalls in der 2. Bundesliga ProB. In der Saison 2009/10 bestritt er 28 Spiele für die Crailsheim Merlins in der 2. Bundesliga ProA und kam auf einen Mittelwert von 4,3 Punkten.
2010 wechselte Imberi zum Grasshopper Club Zürich in die Schweizer Nationalliga A und spielte bis 2011 für die Mannschaft. Er widmete sich verstärkt beruflichen Aufgaben, 2012 kehrte Imberi zur Turnerschaft Herzogenaurach 1861 (1. Regionalliga) zurück. 2014 ging Imberi wieder zum TSV 1860 Ansbach (ebenfalls 1. Regionalliga). Er wurde Kapitän der Mannschaft.